# A Swiss International Air Lines úti céljai
Ez a Swiss International Air Lines által kiszolgált úti célok listája, beleértve a Helvetic Airways által 2022 novemberében kiszolgált úti célokat is.

## Fordítás
- Ez a szócikk részben vagy egészben  a   List of Swiss International Air Lines destinations című angol Wikipédia-szócikk ezen változatának fordításán alapul.  Az eredeti cikk szerkesztőit annak laptörténete sorolja fel. Ez a jelzés csupán a megfogalmazás eredetét és a szerzői jogokat jelzi, nem szolgál a cikkben szereplő információk forrásmegjelöléseként.